# Male Dole pri Stehanji vasi
Male Dole pri Stehanji vasi so naselje v občini Trebnje.
Male Dole pri Stehanji vasi so gručasta vasica na pragu med Stehanjsko dolino in Dobsko uvalo, v dnu katere so rodovitna polja.